# Bornos (ort)
Bornos är en ort i Spanien.   Den ligger i provinsen Provincia de Cádiz och regionen Andalusien, i den södra delen av landet, 400 km söder om huvudstaden Madrid. Bornos ligger 154 meter över havet och antalet invånare är 8 105.
Terrängen runt Bornos är platt norrut, men söderut är den kuperad. Runt Bornos är det ganska tätbefolkat, med 52 invånare per kvadratkilometer. Närmaste större samhälle är Arcos de la Frontera, 9,4 km sydväst om Bornos. Trakten runt Bornos består till största delen av jordbruksmark.